# USS Stevens (DD-479)
USS Stevens (DD-479) là một tàu khu trục lớp Fletcher được Hải quân Hoa Kỳ chế tạo trong Chiến tranh Thế giới thứ hai. Nó là chiếc tàu chiến thứ hai của Hải quân Mỹ được đặt cái tên này theo tên cả Chuẩn đô đốc Thomas H. Stevens, Jr. (1819-1896), người tham gia cuộc Nội chiến Hoa Kỳ, lẫn cha ông, Đại tá Hải quân Thomas Holdup Stevens (1795-1841), người tham gia cuộc Chiến tranh 1812. Nó hoạt động cho đến hết Thế Chiến II, được cho xuất biên chế năm 1946 và bị bán để tháo dỡ năm 1973. Nó được tặng thưởng chín Ngôi sao Chiến trận trong Thế Chiến II.

## Thiết kế và chế tạo
Stevens được đặt lườn tại Xưởng hải quân Charleston vào ngày 30 tháng 12 năm 1941. Nó được hạ thủy vào ngày 24 tháng 6 năm 1942; được cùng đỡ đầu bởi các bà Roland Curtin và Frederick Stevens Hicks; và nhập biên chế tại Xưởng hải quân Charleston vào ngày 1 tháng 2 năm 1943 dưới quyền chỉ huy của Hạm trưởng, Trung tá Hải quân Frank H. Ball.
Stevens là một trong số ba tàu khu trục lớp Fletcher được hoàn tất với một máy phóng dành cho thủy phi cơ; những chiếc kia là USS Pringle và USS Halford. Máy phóng và một cần cẩu được đặt ngay phía sau ống khói số 2, ở chỗ ống phóng ngư lôi số 2, bệ pháo 5 inch số 3, và tầng 2 của boong sau vốn thường mang một khẩu đội 40 mm phòng không nòng đôi trên đa số những chiếc trong lớp. Khẩu đội 40 mm nòng đôi được chuyển đến đuôi tàu, ngay trước các đường ray thả mìn sâu, nơi đa số những chiếc trong lớp bố trí các khẩu đội 20 mm. Dự định  sẽ sử dụng những chiếc thủy phi cơ để trinh sát cho chi hạm đội khu trục mà các con tàu này được bố trí. Nó sẽ được phóng lên bằng máy phóng, hạ cánh trên biển cạnh con tàu, và được thu hồi bằng cần cẩu máy bay. Pringle là chiếc đầu tiên trong số năm chiếc được trang bị máy phóng để hoạt động; do gặp vấn đề về thiết kế cần cẩu, nó không thể thu hồi chiếc thủy phi cơ Kingfisher. Hai chiếc chế tạo trong năm 1943, Stevens và Halford, có cần cẩu được thiết kế lại. Stevens trở thành chiếc đầu tiên trong số năm chiếc phóng và thu hồi thành công máy bay. Tất cả cuối cùng đều được cải biến trở lại cấu hình tiêu chuẩn của lớp Fletcher.

## Lịch sử hoạt động

### 1943
Stevens hoàn tất việc chạy thử máy tại khu vực bờ biển Đại Tây Dương trong mùa Xuân năm 1943. Sau đó nó hộ tống các đoàn tàu vận tải ven biển trước khi lên đường hướng đến kênh đào Panama vào tháng 7, băng qua kênh đào vào ngày 26 tháng 7, và neo đậu tại Balboa vào ngày hôm sau. Nó khởi hành vào ngày 28 tháng 7 để hướng sang khu vực quần đảo Hawaii, đi đến Trân Châu Cảng vào ngày 9 tháng 8, gia nhập lực lượng mới bổ sung cho Hạm đội Thái Bình Dương bao gồm ba tàu sân bay lớp Essex và các thiết giáp hạm nhanh Alabama (BB-60) và South Dakota (BB-57). Đến cuối tháng 8, nó tháp tùng Lực lượng Đặc nhiệm 15 trong chiến dịch không kích quần đảo Gilbert. Máy bay từ tàu sân bay đã tấn công đảo Marcus vào ngày 31 tháng 8 và đảo san hô Tarawa vào ngày 18 tháng 9; tuy nhiên Stevens được lệnh tách khỏi lực lượng để quay trở về vùng bờ Tây nên không thể tham gia cuộc không kích lên đảo Wake vào các ngày 5 và 6 tháng 10. Khi nó rời vùng bờ Tây vào ngày 6 tháng 10, các cuộc đổ bộ lên Makin và Tarawa được tiến hành, và các đảo san hô này được hoàn toàn bình định.

### 1944
Cho dù lỡ mất hoạt động đầu tiên trong một loạt chiến dịch nhảy cóc tại khu vực Trung tâm Thái Bình Dương, Stevens vẫn gia nhập Đệ Ngũ hạm đội kịp thời trong chiến dịch tiếp theo. Được phân về Đội đặc nhiệm 52.8, đội hỗ trợ hỏa lực, nó tham gia Chiến dịch Flintlock, giai đoạn đổ bộ lên Kwajalein của cuộc chiếm đóng quần đảo Marshall vào cuối tháng 1 và đầu tháng 2 năm 1944. Nó bắn phá các hòn đảo trước cuộc đổ bộ, và sau đó cung cấp hỏa lực hỗ trợ cho các đơn vị Thủy quân Lục chiến trên bờ cho đến khi hoàn tất việc bình định.
Lượt hoạt động của Stevens cùng Đệ Ngũ hạm đội kết thúc sớm, khi nó rời Kwajalein vào ngày 4 tháng 2 để đi sang khu vực Tây Nam Thái Bình Dương. Nó dừng tại Funafuti thuộc quần đảo Ellice từ ngày 8 đến ngày 13 tháng 2, rồi gia nhập cùng các tàu khu trục Lang (DD-399), Hogan (DD-178), Hamilton (DD-141) và Stansbury (DD-180) để hộ tống các đội vận chuyển 24 và 26. Đoàn tàu tách ra vào ngày 15 tháng 2, và nhóm đi đến Guadalcanal bao gồm Stevens và Lang hộ tống cho DuPage (APA-41), Aquarius (AKA-16) và Almaack (AK-27), đi đến ngoài khơi Koli Point ba ngày sau đó. Vào ngày 19 tháng 2, chiếc tàu khu trục rời Guadalcanal tháp tùng Almaack đi New Caledonia. Họ đi đến Nouméa vào ngày 22 tháng 2, và sau bốn ngày ở lại cảng Pháp này, nó lên đường hộ tống chiếc SS Japara quay trở lại khu vực quần đảo Solomon. Vào ngày 4 tháng 3, nó hộ tống chiếc tàu buôn đi vào cảng Tulagi, được tiếp nhiên liệu tại Port Purvis; rồi dẫn trước chiếc SS Mormacwren cho hành trình đi Efate. Nó đi vào cảng Havannah vào ngày 5 tháng 3 sau khi tách khỏi chiếc tàu buôn, để Mormacwren một mình đi Auckland, New Zealand.
Sau mười ngày ở lại khu vực Efate, Stevens khởi hành cùng Lực lượng Đặc nhiệm 37 để bắn phá khu vực Kavieng về phía Tây Bắc đảo New Ireland. Cho đến giữa tháng 3, một cuộc tấn công lên khu vực này được xem là cần thiết để hoàn tất vòng vây chung quanh căn cứ chủ lực của quân Nhật tại Rabaul trên đảo New Britain, cũng như cung cấp một căn cứ cho các chiến dịch lên phía Bắc đến Philippines. Tuy nhiên, quyết định chiếm đóng một phần quần đảo Admiralty đã loại trừ việc lập căn cứ tại Kavieng; và các nhà vạch chiến lược cho rằng các cuộc không kích xuống Rabaul được tiến hành khả quan sẽ vô hiệu hóa căn cứ lớn của Nhật Bản mà không phải chiếm đóng Kavieng. Do đó, đợt bắn phá bằng hải quân, mà Stevens tham gia tập trung xuống các đảo Nusa và Nusalik, chỉ là một phần của chiến dịch được tiến hành nhưng cực kỳ hiệu quả. Tài liệu thu được sau chiến tranh từ phía Nhật Bản cho thấy ảnh hưởng gây mất tinh thần đối phương của cuộc bắn phá, do chiếc tàu khu trục cùng hai tàu sân bay hộ tống và 14 tàu khu trục khác tham gia cùng với các thiết giáp hạm New Mexico (BB-40), Mississippi (BB-41), Tennessee (BB-43) và Idaho (BB-42) tiến hành.
Stevens quay trở về Efate vào ngày 25 tháng 3, và ở lại đây trong gần hai tuần. Nó khởi hành cùng Hải đội Khu trục 25 vào ngày 5 tháng 4 để tiến dọc theo bờ biển phía Đông New Guinea, và sau các chặng dừng tại vịnh Milne và mũi Sudest, họ gặp gỡ Đội đặc nhiệm 77.4 ngoài khơi mũi Cretin vào ngày 19 tháng 4 để đi đến khu vực tấn công tại Hollandia, New Guinea. Đội đặc nhiệm 77.4 làm thê đội hai của lực lượng tấn công, được cho tách ra vào ngày 22 tháng 4, và Stevens đảm nhiệm bảo vệ cho nhóm tăng viện phía Tây khi binh lính đổ bộ lên vịnh Tanamerah. Nó rời Hollandia vào ngày 30 tháng 4, quay lại dọc theo bờ Đông New Guinea rồi hướng sang phía Đông đến quần đảo Solomon, đi vào vịnh Purvis vào ngày 10 tháng 5.
Trong gần một tháng, Stevens ở lại khu vực Solomon để hộ tống vận tải, huấn luyện tác chiến, tiếp liệu và nghỉ ngơi trong cảng. Nó lên đường vào ngày 4 tháng 6 để đi sang quần đảo Marshall, đi đến Kwajalein vào ngày 8 tháng 6 và tuần tra tại khu vực này cho đến ngày 12 tháng 6, khi nó lên đường đi Eniwetok. Chiếc tàu khu trục tiến vào vũng biển vào ngày 28 tháng 6, ở lại đây cho đến ngày 17 tháng 7, khi nó lên đường hộ tống cho Đội đặc nhiệm 53.3, vận chuyển binh lính sang tham gia cuộc tấn công lên Guam. Họ đi đến ngoài khơi mục tiêu vào sáng sớm ngày đổ bộ 21 tháng 7, và đã bắn phá các vị trí đối phương trong khi binh lính rời tàu đổ bộ lên bờ. Chiếc tàu khu trục tiếp tục vai trò hỗ trợ hỏa lực để bắn phá quấy rối, can thiệp, và bắn pháo theo yêu cầu cho lực lượng Thủy quân Lục chiến trên bờ cho đến khi nó rời khu vực vào ngày 26 tháng 7.
Stevens quay trở lại Eniwetok vào ngày 30 tháng 7, và lên đường Guadalcanal đi ngay ngày hôm sau, đến nơi vào ngày 5 tháng 8, rồi tiếp tục đi Espiritu Santo, đến nơi vào ngày hôm sau. Nó rời Espiritu Santo vào ngày 14 tháng 8, và thả neo tại vịnh Purvis hai ngày sau đó. Vào ngày 17 tháng 7, nó lên đường đi New Guinea, đi đến vịnh Humboldt vào ngày 21 tháng 7, rồi thực hiện một chuyến đi khứ hồi đến vịnh Maffin. Vào ngày 7 tháng 9, nó rời vịnh Humboldt để đi Aitape, nơi nó gia nhập Lực lượng Đặc nhiệm 77 vào ngày 10 tháng 9, và khởi hành cùng đơn vị này để đi Morotai ở Đông Ấn thuộc Hà Lan. Lực lượng tấn công lên Morotai năm ngày sau đó mà chỉ gặp ít kháng cự. Chiếc tàu khu trục đã tuần tra trong khi tàu vận chuyển chất dỡ người và tiếp liệu, và sang xế trưa đã lên đường quay trở lại vịnh hộ tống cho các chiếc HMAS Manoora và HMAS Kanimbla. Đoàn tàu đi đến nơi vào ngày 18 tháng 9, và sang ngày hôm sau, nó cùng tàu khu trục McKee (DD-575) hộ tống một đoàn tàu vận tải khác đi sang Morotai. Sau khi đến nơi, nó tuần tra phòng không và chống tàu ngầm ngoài khơi vịnh Kaoe, và tuần tra ban đêm về phía Nam Molotai.
Stevens tiếp tục ở lại khu vực phụ cận Morotai từ ngày 23 tháng 9 đến ngày 3 tháng 10. Trong thời gian này, nó đảm nhiệm tuần tra, chống trả các cuộc không kích của đối phương, và sau ngày 25 tháng 9 đã phục vụ như sở chỉ huy cho sĩ quan kiểm soát tàu đổ bộ. Vào ngày 3 tháng 10, nó rời khu vực Morotai cùng Lang (DD-399), và hai chiếc tàu khu trục tiến vào vịnh Humboldt hai ngày sau đó. Đến ngày 16 tháng 10, nó lên đường trong thành phần hộ tống cho Đội đặc nhiệm 78.6, Đội Tăng viện Leyte thứ nhất, đi đến vịnh Leyte sáu ngày sau đó, và nó được tiếp nhiên liệu trước khi hộ tống cho Đội đặc nhiệm 78.10 quay trở lại New Guinea. Từ ngày 28 tháng 10 đến ngày 9 tháng 12, nó còn tháp tùng thêm ba chuyến tàu vận tải đi từ khu vực New Guinea đến vịnh Leyte.

### 1945
Từ tháng 12 năm 1944 đến tháng 6 năm 1945, Stevens hoạt động chủ yếu tại khu vực Philippines. Từ ngày 20 đến ngày 23 tháng 12 năm 1944, nó hộ tống chiếc Ruticulus (AK-113) đi Guiuan thuộc đảo Samar rồi quay trở lại Leyte. Từ ngày 27 tháng 12 năm 1944 đến ngày 1 tháng 1 năm 1945, đang khi hộ tống cho Đơn vị Đặc nhiệm 78.3.15, một đội tiếp tế đi chuyến khứ hồi đến Mindoro, nó bắn rơi ba máy bay đối phương trong các cuộc không kích diễn ra thường xuyên trong khu vực. Vào ngày 9 tháng 1, nó hộ tống một đội tiếp tế đi đến vịnh Lingayen; và một ngày trước khi đến nơi, đoàn tàu bị sáu máy bay Nhật Bản tấn công. Bốn chiếc đã bị hỏa lực phòng không của lực lượng hộ tống bắn rơi, và hai chiếc kia phải bỏ đi.
Đoàn tàu của Stevens đi đến vịnh Lingayen vào ngày 13 tháng 1, và nó hoạt động như cột mốc radar canh phòng cho đến ngày 18 tháng 1, đồng thời bắn hỏa lực hỗ trợ theo yêu cầu khi cần thiết. Nó quay trở về Leyte vào ngày 23 tháng 1, rồi gặp gỡ Đơn vị Đặc nhiệm 78.12.9 vào ngày 2 tháng 2 để hộ tống chúng đi đến vịnh San Pedro vào ngày 5 tháng 2. Nó lại lên đường để gặp gỡ Đơn vị Đặc nhiệm 78.7.2 ngoài khơi Dulag, Philippines, và hộ tống đoàn tàu đi vịnh Lingayen, đến nơi vào ngày 9 tháng 2. Chiếc tàu khu trục ở lại đây cho đến ngày 13 tháng 2, ngoại trừ một chuyến đi đến Manus. Sau đó nó lên đường đi Hollandia ngang qua Leyte, ở lại đây từ ngày 13 tháng 2 đến ngày 4 tháng 3.
Stevens tiến vào vịnh Manila, Luzon vào ngày 6 tháng 3, rồi lên đường hướng đến vịnh Lingayen vào ngày 9 tháng 3, ghé qua Mindoro trên đường đi vào đêm 10-11 tháng 3, đến nơi vào ngày 12 tháng 3. Nó cùng tàu khu trục Frazier (DD-607) tham gia tìm kiếm một máy bay Hoa Kỳ bị bắn rơi từ ngày 13 đến ngày 15 tháng 3; Frazier vớt được sáu người từ đội bay một chiếc Consolidated B-24 Liberator, và Stevens được giải phóng để gia nhập Đội đặc nhiệm 72.4 vào ngày 16 tháng 3. Nó được tiếp nhiên liệu tại vịnh Mangarin, Mindoro vào ngày hôm đó, rồi lên đường cùng tàu tuần dương Cleveland (CL-55) và các tàu khu trục Conway (DD-507) và Eaton (DD-510) để hỗ trợ cho cuộc đổ bộ lên Iloilo trên đảo Panay từ ngày 18 đến ngày 20 tháng 3. Nó rời Panay vào ngày 20 tháng 3, đi đến Mindoro vào ngày 21 tháng 3, rồi gia nhập thành phần hộ tống cho Đội đặc nhiệm 74.2.
Stevens hoạt động từ vịnh Subic, Luzon trong một tháng tiếp theo. Nó lên đường cùng Đội đặc nhiệm 74.2 vào ngày 14 tháng 4 để tham gia cuộc đổ bộ lên khu vực Parang-Malabang-Cotabato thuộc đảo Mindanao. Chiếc tàu khu trục đi đến ngoài khơi cảng Polloc vào ngày 17 tháng 4, tuần tra tại khu vực đổ bộ, hộ tống cho tàu tuần dương hạng nhẹ Denver (CL-58), và bắn hỏa lực hỗ trợ cho lực lượng trên bờ cho đến ngày 19 tháng 4. Nó quay trở lại vịnh Subic vào ngày 21 tháng 4, ở lại đây trong một tuần trước khi lên đường quay trở lại Mindanao vào ngày 29 tháng 4. Sau khi ghé qua cảng Police, nó đi đến vịnh Davao, Mindanao vào ngày 1 tháng 5. Chiếc tàu khu trục đã hỗ trợ hoạt động của các tàu quét mìn tại khu vực Santa Cruz vào ngày 3 tháng 5, rồi lại hộ tống cho Denver khi chiếc tàu tuần dương bắn hỏa lực pháo 6 inch (150 mm) hỗ trợ lực lượng trên bộ. Nó quay trở lại vịnh Subic cùng ngày hôm đó, đến nơi vào ngày 6 tháng 5, và trải qua tháng tiếp theo tại khu vực vịnh Manila-vịnh Subic, tham gia các cuộc thực tập, bảo trì, sửa chữa và nghỉ ngơi.
Stevens rời Philippines cùng Đội đặc nhiệm 74.2 vào ngày 7 tháng 6 để tham gia cuộc tấn công Borneo tại Đông Ấn thuộc Hà Lan. Từ ngày 9, đến ngày 11 tháng 6, nó tuần tra ngoài khơi vịnh Brunei, Borneo trong thành phần hỗ trợ của lực lượng tấn công, và đến ngày 11 tháng 6 đã lên đường đi Tawi Tawi cùng phần lớn lực lượng. Sau chặng dừng qua đêm tại Tawi Tawi trong đêm 12-13 tháng 6, nó đi đến Balikpapan, Borneo vào ngày 15 tháng 6, và hỗ trợ cho cuộc tấn công lên Balikpapan cho đến ngày 2 tháng 7. Từ ngày 15 đến ngày 17 tháng 6, nó hỗ trợ cho các tàu quét mìn, và vào ngày 17 tháng 6, nó bắn phá các bãi biển tại Klandasan và đánh trả một cuộc không kích vào lúc chiều tối khi rút lui. Một đợt bắn phá khác được tiến hành vào ngày 19 tháng 6, và con tàu đối đầu với các khẩu đội pháo bờ biển đối phương trong các ngày 21 và 23 tháng 6, vô hiệu hóa hia khảu pháo trong ngày 23 tháng 6. Lực lượng đổ bộ lên bờ vào ngày 1 tháng 7, và chiếc tàu khu trục đã hỗ trợ cho cuộc đổ bộ bằng hỏa lực phản pháo và bắn phá quấy rối suốt cả ngày lẫn đêm. Sang ngày hôm sau, nó rời Balikpapan để quay về vịnh Leyte, Philippines.
Stevens về đến vịnh San Pedro vào ngày 5 tháng 7 và ở lại đây trong một tuần lễ. Nó khởi hành vào ngày 12 tháng 7, và đi đến vịnh Subic ba ngày sau đó, nơi nó tiến hành các cuộc thực tập chiến thuật và chống tàu ngầm tại khu vực vịnh Manila–vịnh Subic ở Luzon cho đến khi xung đột kết thúc. Vào ngày 28 tháng 8, hai tuần sau khi Nhật Bản đầu hàng, Con tàu rời vịnh Subic cùng Đội đặc nhiệm 71.1 để hướng sang Hoàng Hải và phía Tây Triều Tiên. Đến ngày 30 tháng 8, Stevens cùng các tàu khu trục Bell (DD-587) và Burns (DD-588) được phái đến vịnh Buckner, Okinawa, nơi họ trình diện để phục vụ cùng Đội tàu sân bay 5.
Stevens rời vịnh Buckner hai ngày sau đó trong thành phần hộ tống các tàu sân bay thuộc Lực lượng Đặc nhiệm 72 để đi Inchon, Triều Tiên. Nó đi đến Inchon vào ngày 10 tháng 9, được sửa chữa, và trong các ngày 19 và 20 tháng 9 đã hộ tống cho tàu tuần dương hạng nặng New Orleans (CA-32) đi Thanh Đảo, Trung Quốc. Con tàu giúp giải giáp quân đội Nhật Bản tại đây cho đến ngày 29 tháng 9, rồi chuyển đến Đại Cô Khẩu nơi nó hỗ trợ cho cuộc đổ bộ cho đến ngày 6 tháng 10. Nó đi đến Yên Đài vào ngày 7 tháng 10 để gia nhập Đơn vị Đặc nhiệm 71.1.5, rồi cùng lên đường đi Inchon. Sau khi ở lại đây năm ngày, con tàu khởi hành vào ngày 13 tháng 10 cùng với hành khách là binh lính, thủy thủ và Thủy quân Lục chiến để quay trở về Hoa Kỳ. Nó ghé qua Guam vào ngày 19 tháng 10, và sau một chặng dừng trong hai ngày tại Trân Châu Cảng, Oahu, đã về đến San Diego, California vào ngày 7 tháng 11.
Sau khi tiễn hành khách lên bờ vào ngày 8 tháng 11, Stevens đi đến San Pedro, California, nơi nó trình diện cùng Hạm đội 19 (Dự bị) để đại tu chuẩn bị ngừng hoạt động. Con tàu được cho xuất biên chế vào ngày 2 tháng 7 năm 1946, và nằm trong thành phần Hạm đội Dự bị Thái Bình Dương cho đến ngày 1 tháng 12 năm 1972, khi tên nó được cho rút khỏi danh sách Đăng bạ Hải quân. Lườn tàu được bán cho hãng Zidell Explorations, Inc. tại Portland, Oregon vào ngày 27 tháng 11 năm 1973 để tháo dỡ.

## Phần thưởng
Stevens được tặng thưởng chín Ngôi sao Chiến trận do thành tích phục vụ trong Thế Chiến II.